# علی‌احمد خورشید
علی‌احمد خورشید (۱۹۲۷-) وکیل، قاضی و سیاستمدار پیشین ایرانی. عضو مجلس شورای ملی ایران در دوره‌های ۲۳ و ۲۴؛ رئیس دادگاه عالی خراسان و دادستان آذربایجان شرقی.